# Patrick Edery
Patrick Edery – francuski menedżer.

## Życiorys
W młodości uczęszczał do liceum Louis Pasteur, następnie uzyskał stopień magistra prawa gospodarczego na Faculte de Droit w Lille. Jako publicysta, związany jest z tygodnikiem „Valeurs actuelles” („Współczesne wartości”) i dziennikiem „Le Figaro”. Był współpracownikiem francuskiej agencji prasowej Agence France Presse. Od 1999 roku jest prezesem w firmie konsultingowej Partenaire Europe.

## Edery a sprawa Polska
Częstym tematem artykułów Edery’ego są sprawy Europy Środkowej, w znacznej mierze poświęcone Polsce. Autor w mediach polskich zaczął być cytowany głównie za sprawą przychylnych dla rządu polskiego artykułów w trakcie kryzysu politycznego na linii Polska – Unia Europejska, który rozpoczął się w 2015 roku. Kryzys dotyczył zmian prawnych w zakresie funkcjonowania Trybunału Konstytucyjnego, w wyniku których Polsce groziło uruchomienie procedury wskazanej w art. 7 traktatu UE, dotyczącego stwierdzenia przez Radę ryzyka poważnego naruszenia przez Państwo Członkowskie wartości Unii. Zdaniem Edery’ego poruszenie problematyki polskiej i uruchomienie wobec niej wspomnianej procedury po głosowaniu Komisji Europejskiej w grudniu 2017 roku nie miało podstaw dowodowych, a samo oskarżenie wobec rządu w Warszawie zostało wystosowane na podstawie przypuszczeń (cyt.: „[...]Komisja mówi o ryzyku i niepokojach. Nie ma tam faktycznych dowodów ze strony Komisji o naruszeniu państwa prawa[...]”). Polska i tocząca się wokół niej sprawa, w ocenie Edery’ego, jest przede wszystkim objawem coraz silniejszej jej pozycji w Europie oraz coraz większej samodzielności kraju w polityce zagranicznej, a działania wymierzone przeciw Polsce są zaprzeczeniem demokracji.

## Krytyka Unii Europejskiej
W tekstach swych Edery prezentuje sprawę Polski również w szerszym kontekście – ogólnoeuropejskim. Na tej podstawie buduje on krytykę obecnych organów Unii Europejskiej, kierunku zmian i rozwoju zachodzących w strukturach najważniejszych instytucji politycznych UE, a także podkreślając coraz bardziej wyraźne zmiany społeczne. Podkreśla on uznaniowość niektórych istotnych funkcji w ramach Unii Europejskiej, w tym Fransa Timmermansa, który w trakcie zajmowania się “sprawą polską” i krytykowania rządu w Warszawie nie piastował swojej funkcji ze względu na wynik wyborczy, a poprzez nadanie mu tej funkcji (partia Timmermansa uzyskała wówczas poparcie w wyborach Holandii na poziomie 5,7%). Patrick Edery wymienia również kolejne problemy państw Unii Europejskiej, wskazując tym samym, że do poważnego łamania prawa dochodziło nie w Polsce, a w innych krajach: w Hiszpanii zastosowano nieproporcjonalną siłę wobec protestujących w Katalonii, po ogłoszeniu przez ten rejon niepodległości, a na Malcie zginęła w eksplozji samochodu dziennikarka oskarżającego żonę premiera o nielegalne transakcje finansowe. W tym kontekście Edery uważa, że rząd polski nie powinien uginać się pod oskarżeniami prezentowanymi przez Fransa Timmermansa i innych przedstawicieli organów politycznych Unii Europejskiej.